# 中国共产主义青年团河南省委员会
中国共产主义青年团河南省委员会，简称共青团河南省委，是中国共产主义青年团在河南省的地方组织机构，接受中国共产党河南省委员会和中国共产主义青年团中央委员会的领导。主要负责青年工作。

## 历任团委书记
- 郭国三（1984年12月－1987年7月）
- 吉炳轩（1986年7月－1990年12月）
- 孔玉芳（1991年1月－1994年1月）
- 申振君（1994年1月－1998年2月）
- 宋璇涛（1998年2月－2001年1月）
- 李亚（2001年4月－2006年2月）
- 陶明伦（2006年2月－2008年3月）
- 何雄（2008年4月－2010年9月）
- 侯红（2010年11月－2013年4月）
- 王艺（2016年10月－2022年2月）
- 王笃波（2022年9月－）